# Mère Marie
Pour plus de détails, voir Fiche technique et Distribution.
Mère Marie (Мать Мария, Mat Mariya) est un film soviétique réalisé par Sergueï Kolossov, sorti en 1982. Le film raconte l'histoire tragique de Marie Skobtsova, une poétesse et membre de la résistance française, devenue religieuse orthodoxe lors de la Seconde Guerre mondiale.

## Fiche technique
- Titre : Mère Marie
- Titre original : Мать Мария (Mat Mariya)
- Réalisation : Sergueï Kolossov
- Scénario : Sergueï Kolossov et Elena Mikoulina
- Photographie : Valentin Zhelezniakov
- Compositeur : Alexeï Rybnikov
- Direction artistique : Mikhaïl Kartachov
- Son : Vladlen Charoune
- Caméra : Boris Zoline
- Pays d'origine : URSS
- Studio : Mosfilm
- Langue : russe
- Genre : film historique, drame
- Durée : 100 minutes
- Date de sortie :  1982

## Distribution
- Ludmila Kassatkina :  Marie Skobtsova
- Leonid Markov : Danila Skobtsov
- Igor Gorbatchev : Ilia Fondaminski
- Veronika Polonskaïa : Sofia Pilenko
- Evguenia Khanaïeva : Mme Lange
- Wacław Dworzecki : Boris Nikolaevski
- Alexandre Timochkine : Ioura
- Natalia Bondartchouk : Nina
- Alexandre Lebedev : Anatoli
- Valery Zolotoukhine : prisonnier
- Ģirts Jakovļevs : Gaston
- Youri Katine-Iartsev : prince
- Pēteris Gaudiņš : Boris Vildé
- Vladimir Sochalski : ouvrier
- Viktor Choulguine : ouvrier
- Tamara Yarenko : princesse
- Mikhaïl Neganov : prisonnier
- Alla Maïkova : Anette